# Lisa, la reina del drama
Lisa, la reina del drama, titulado Lisa the Drama Queen en su versión original, es el noveno episodio de la vigésima temporada de la serie de televisión de dibujos animados Los Simpson. Se estrenó el 25 de enero de 2009 en Estados Unidos, el 14 de junio de 2009 en Hispanoamérica y contó con Emily Blunt como estrella invitada dando voz al personaje Juliet. Fall Out Boy realizó una versión especial de los créditos finales, aunque no figuró como estrella invitada de este episodio específico. Brian Kelley regresó como guionista después de cinco temporadas de estar ausente en el programa, mientras que Matthew Nastuk fue quien dirigió el episodio.
Este es el último episodio de Los Simpson en calidad estándar (4:3), siendo a su vez el único episodio de 2009 estrenado en este formato.

## Sinopsis

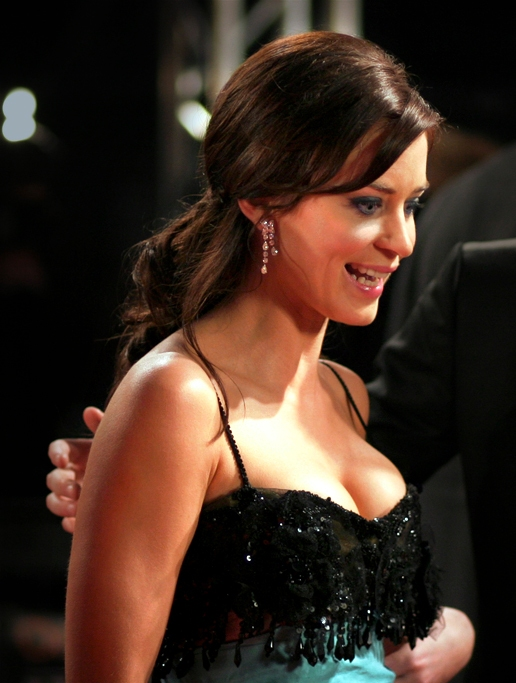
Emily Blunt fue la estrella invitada, interpretando a Juliet, la nueva amiga de Lisa.

Todo comienza cuando Homer lleva en su auto a Bart y a Lisa a un centro recreativo en su intento de alejarse de su responsabilidad como padre. Es cuando Lisa toma un curso de arte con una joven maestra la cual, no permitía que los alumnos sean algo imaginativos con el arte. Y ahí dentro, Lisa conoce a Juliet, una niña muy talentosa con el arte, la cual crea una cuadro totalmente ficticio pero artístico, por lo que la maestra se enoja por haberla retado y la expulsa junto con Lisa por haberla defendido. 
Lisa se topa con Juliet en la Escuela de Springfield. Las dos empiezan a ser buenas amigas y llegan a compartir muchas cosas. Una vez formada su amistad, crean un mundo de fantasía que las aleja de la realidad. Crean "Equalia", un lugar en donde son reinas y todos gozan de los mismos derechos. Sin embargo, Lisa pronto comienza a distraerse en la escuela y se obsesiona con la tierra imaginaria y con su amiga Juliet. 
A Marge se le ocurre la idea de conocer a los padres de Juliet para entender cómo son. Los padres de Juliet eran sofisticados e intelectuales para Lisa pero a Juliet no le gusta cómo son sus padres con ella misma, por lo que en un arranque de ira se ve su desastroso comportamiento. Marge entiende y piensa que la amiga de Lisa debía ser problemática, por lo que le prohíbe a su hija que la volviese a ver. Lisa se enoja con la forma en que tratan a Juliet y se va a su habitación. Entonces aparece Juliet y le insta a huir a Equalia con ella, Lisa acepta con un poco de miedo por dejar su casa, aunque en realidad se dirigían a un ex restaurante de almejas como la supuesta Equalia. 
A la mañana siguiente, Martin contacta a Marge y le cuenta que Lisa no estaba en la Escuela para la actividad escolar de Representantes Modelos de las Naciones Unidas, donde a Lisa le había tocado ser la representante de Azerbaiyán. Marge inmediatamente sale a buscarla. Por otro lado, Jimbo, Dolph y Kearney, quienes usan el restaurante como su guarida, la encuentran y atrapan a Lisa y a Juliet. Las niñas logran escapar distrayendo a Kearney con historias sobre Equalia. Dolph y Jimbo tratan de destruir los manuscritos de las niñas sobre la tierra imaginaria, pero Kearney los enfrenta, permitiéndole escapar a Lisa y a Juliet. 
Más tarde, Lisa le dice a Juliet que quiere continuar viviendo en el mundo real y se olvida de Equalia. Juliet se siente desilusionada por la opinión de Lisa y decide abandonarla, por lo cual se da por terminada su amistad. Lisa se despide de Juliet haciendo ademanes de que ella estaba loca.
Lisa trata de publicar su historia sobre Equalia llamada "Las Crónicas de Equalia", pero es rechazada por los potenciales editores.